# Eternal Flame (BOPのアルバム)
「Eternal Flame」（エターナルフレーム）は2023年8月30日にリリースされたBOPの1stアルバム。

## 概要
通常盤と初回限定盤が発売された。
BOPにとってはデビュー・アルバムでありラスト作品となる。
メンバーは、翔咲心、海憧乙綺、彩浪遥斗、流雅真紗斗。
流雅真紗斗が作詞作曲した「Over the TOP」が初収録。また初回限定盤には翔咲心が編集を手掛けた「Eternal Flame（Lyric Video）」が収録されている。

## 収録内容
テイチクレコード公式サイト内の紹介ページによる。

### CD
通常盤と初回限定盤共通。
1. Theme of BOP
  - 作曲・編曲：佐久間誠
2. サヴァイバー
  - 作詞・作曲：阿久津健太郎 / 編曲：佐久間誠
3. Resistance
  - 作詞・作曲・編曲：LIN（MADKID）
4. Rock Your World
  - 作詞：伊秩弘将 / 作曲：Erik Lidbom / C NORTH / 編曲：Erik Lidbom
5. Neo space
  - 作詞・作曲：阿久津健太郎 / 編曲：佐久間誠
6. Playlist
  - 作詞・作曲：阿久津健太郎 / 編曲：佐久間誠
7. Get it on
  - 作詞・作曲：阿久津健太郎 / 編曲：佐久間誠
8. Revolution
  - 作詞・作曲：阿久津健太郎 / 編曲：佐久間誠
9. BANG BANG BANG
  - 作詞・作曲・編曲：Rogers In Me
10. ラヴ・ユアセルフ
  - 作詞・作曲：阿久津健太郎 / 編曲：佐久間誠
11. Don't Stop Me Now
  - 作詞：犬塚ヒカリ / 作曲・編曲 Rogers In Me
12. Eternal Flame
  - 作詞・作曲：阿久津健太郎 / 編曲 佐久間誠
13. Over the TOP
  - 作詞・作曲：流雅真紗斗 / 編曲：佐久間誠

### DVD
初回限定盤のみ。
1. サヴァイバー（Music Video）
2. ラヴ・ユアセルフ（Music Video）
3. Resistance（Music Video）
4. Rock Your World（Music Video）
5. Eternal Flame（Lyric Video）
6. Don't stop the music（2021/12/4）
7. サヴァイバー（2021/12/4）
8. Be with your heart（2021/12/4）
9. Making of Rock Your World